# الخشب (موريتانيا)
الخشب بلدة موريتانية وإحدى بلديات ولاية تاكنت.